# Ratlam (huyện)
Huyện Ratlam là một huyện thuộc bang Madhya Pradesh, Ấn Độ. Thủ phủ huyện Ratlam đóng ở Ratlam. Huyện Ratlam có diện tích 4861 ki lô mét vuông. Đến thời điểm năm 2001, huyện Ratlam có dân số 1214536 người.